# Ernst Peikert
Ernst Eduard Robert Peikert (* 17. Januar 1900 in Schwerin, Kreis Teltow, Brandenburg; † 7. Juli 1947 im Speziallager Sachsenhausen) war ein deutscher Politiker (NSDAP).

## Leben und Tätigkeit
Peikert entstammte aus Schwerin im Kreis Teltow. Er hatte einen älteren Bruder Erwin Peikert (* 1898). Nach dem Schulbesuch lebte er als Tapezierermeister in Berlin-Adlershof. Er trat zum 1. Mai 1931 in die NSDAP ein (Mitgliedsnummer 534.879). Politisch tat er sich unter anderem als Betriebsobmann hervor.
Am 1. September 1944 trat er im Nachrückverfahren für den verstorbenen Ernst Graf zu Reventlow als Abgeordneter in den nationalsozialistischen Reichstag ein, in dem er bis zum Ende der NS-Herrschaft im Frühjahr 1945 den Wahlkreis 2 (Berlin West) vertrat. Er war damit die fünftletzte Person, die während der NS-Herrschaft wie überhaupt zur Zeit des Bestehens des Deutschen Reiches Abgeordneter des Reichstags wurde (nach ihm wurden noch Henry Hinz, Max Schoppe, Rudolf Schittenhelm und Rolf Fordon Abgeordnete des Reichstags).
Im Berliner Adressbuch nachweisbar ist ein Ernst Peikert, Sattlermeister in Adlershof, Handernstraße 25.
Beim Ende des Zweiten Weltkrieges wurde Peikert von sowjetischen Behörden festgenommen. Er starb im Sommer 1947 in sowjetischer Gefangenschaft in einem Interniertenlager. Da die Tatsache seines Todes sowie Ort und Zeitpunkt seines Ablebens unbekannt blieben und er aus Sicht seiner Angehörigen/der Obrigkeit seit der Zeit nach Kriegsende spurlos verschollen war, wurde er aufgrund eines Antrags von 1961 durch Beschluss des Amtsgerichts Neukölln vom 7. Juni 1962 (70 II 181/1961) zum 31. Januar 1948 amtlich für tot erklärt. Sein Tod wurde beim (Sonder)-Standesamt I Berlin unter der Sterberegisternummer 6827/1963 beurkundet.

## Ehe und Familie
Peikert heiratete 1929 in Königs Wusterhausen.